# Marco Egnacio Marcelino
Marco Egnacio Marcelino  fue un senador romano que vivó a finales del siglo I y principios del siglo II y desarrolló su cursus honorum bajo los reinados de Domiciano, Nerva y Trajano. Fue cónsul sufecto en el año 116 junto a Tiberio Julio Secundo.
Marcelino fue el primer miembro de la gens Egnacia en haber alcanzado el rango consular. Esta gens era de origen samnita y su ciudad ancestral era Teanum. Se cree que sus parientes incluyen a Marco Egnacio Póstumo y Aulo Egnacio Prisciliano.